# Slovenská hláskovací tabulka
Slovenská hláskovací tabulka je tabulka, která udává pro jednotlivé znaky slovenské abecedy snadno zapamatovatelná kódová slova (převážně křestní jména a známé zeměpisné pojmy) začínající těmito hláskami. Hláskovací tabulky písmen jsou ve smyslu STN 1690.

## Hláskovací tabulka

### Písmena
Hláskování písmen s diakritikou (čárkou, dvěma tečkami, stříškou) se provádí jako při hláskování písmene bez těchto znamének. Pokud je to nezbytné kvůli srozumitelnosti textu, použije se při hláskování písmene s diakritikou slovní doplněk k hláskovaciemu slovu, například: É - Emil s čárkou, Ä - Adam se dvěma tečkami, Ô - Oto se stříškou.
Příklad hláskování: "Wikipedia, hláskuji: Dvojité W, IVAN, KAROL, IVAN, PETER, EMIL, DÁVID, IVAN, ADAM. Wikipedia".
| Znak | Kódové slovo | Znak | Kódové slovo |
| ---- | ------------ | ---- | ------------ |
| A    | Adam         | N    | Norbert      |
| B    | Božena       | Ň    | Nitra        |
| C    | Cyril        | O    | Oto          |
| Č    | Čadca        | P    | Peter        |
| D    | Dávid        | Q    | Quido        |
| Ď    | Ďumbier      | R    | Rudolf       |
| E    | Emil         | S    | Svatopluk    |
| F    | František    | Š    | Šimon        |
| G    | Gustáv       | T    | Tomáš        |
| H    | Helena       | Ť    | Teplá        |
| CH   | Chopok       | U    | Urban        |
| I    | Ivan         | V    | Václav       |
| J    | Jozef        | W    | Dvojité W    |
| K    | Karol        | X    | Xaver        |
| L    | Ladislav     | Y    | Ypsilon      |
| Ľ    | Ľubochňa     | Z    | Zuzana       |
| M    | Mária        | Ž    | Žofia        |